# Macropophora
Macropophora is een kevergeslacht uit de familie van de boktorren (Cerambycidae). De wetenschappelijke naam van het geslacht werd voor het eerst geldig gepubliceerd in 1864 door Thomson.

## Soorten
Macropophora omvat de volgende soorten:
- Macropophora accentifer (Olivier, 1795)
- Macropophora lacordairei Lepesme, 1945
- Macropophora trochlearis (Linnaeus, 1758)
- Macropophora worontzowi Lane, 1938